# مصطفى حركات
مصطفى حركات عالم لسانيات و العروض متخصص في اللغة العربية و هو حاليا يدرس في جامعة الجزائر منذ يناير 1978

## نشأته
ولد مصطفى حركات بالجزائر. تلقى تعليمه الثانوي في مؤسسة ابن عكنون بالجزائر العاصمة التي كانت تلقب إبان الاحتلال الفرنسي للجزائر  بالمدرسة (بالفرنسية: Médersa)‏.
ودرس فيها إلى جانب البرنامج الفرنسي اللغة والعربية وآدابها والترجمة ومبادئ في الفقه. وبعد تحصله على البكالوريا التحق بالجامعة الجزائرية فرع الرياضيات و تحصل على ليسانس في الرياضيات سنة 1968 .  
بعد دراسته الجامعية التحق بالتعليم الثانوي وبمعهد تكوين الأساتذة ثم عيّن مفتشا عاما للعلوم الرياضية. ساهم خلال مهمته في تكوين الأساتذة ووضْع المصطلحات وتأليف الكتب المدرسية بالجزائر،
كما شارك في برنامج المنظمة العربية للتربية والثقافة والعلوم لتطوير الرياضيات.
من بين مؤلفاته التعليمية كتاب ألف تمرين في الرياضيات الذي نال شهرة كبيرة لدى التلاميذ والأساتذة في الجزائر.
بعد اهتمام باللسانيات الرياضية وعلم العروض التحق بجامعة باريس 7، وشارك في أبحاث مركز الشعرية المقارنة بباريس مع أساتذة بارزين من مختلف الاتجاهات.
سنة 1979 قدم رسالة أشرف عليها الأستاذ أنطوان كليولي بعنوان العروض العربي واللسانيات الرياضية وحاز على شهادة دكتورة الدرجة الثالثة في اللسانيات بتقدير جيد جدا بالإجماع.
سنة 1983 ترك عمله الإداري في وزارة التربية الجزائرية والتحق بجامعة الجزائر حيث درس العروض ثم مواد لسانية أخرى كالبلاغة الحديثة واللسانيات العامة واللسانيات الصورية والفونولوجيا. وما زال يمارس التدريس حتى الآن بالجامعة نفسها.
سنة 1984 قدم بجامعة باريس 7 وتحت إشراف أنطوان كليولي دائما رسالة بعنوان النموذج الخليلي وسط النظريات ، دراسة الشعر العربي وأعاريضه. ونال شهادة دكتوراه الدولة بدرجة مشرف جدا.
سنة 1989 أسس مكتبة دار الآفاق للنشر

## مؤلفاته
كتب و ألف كتبا  في علم الأصوات، واللسانيات العامة باللغتين العربية والفرنسية. كما ترجم كتبا عديدة، منها كتبا للأطفال.
كل هذه الكتب مطبوعة في دار الآفاق بالجزائر. أوزان الشعر، الشعر الحر أسسه وقواعده، الصوتيات والفونولوجيا، اللسانيات العامة وقضايا العربية، الكتابة والقراءة وقضايا الخط العربي مطبوعة في لبنان ومصر.كما له كتب أخرى وأبحاث باللغات الأجنبية.
- ألف تمرين في الرياضيات : الذي نال شهرة كبيرة لدى التلاميذ والأساتذة في الجزائر.
- كتاب العروض، الشعر العربي بين الواقع والنظرية:[1] صدر له سنة 1985 ، يهتم بالشعر العربي بين الواقع والنظرية ونال هذا المؤلف شهرة كبيرة قي الأوساط الجامعية وعند الشعراء الذين تعلموا بواسطته الأوزان القديمة والحديثة. ورواج هذا الكتاب ناتج عن أسلوبه العلمي المبسط وتجنبه للمصطلحات المعقدة ولكن أيضا عن محتوياته المبتكرة التي جددت علم العروض.
- الشعر الحر أسسه وقواعده : وهو أول كتاب درس فيه بحور الشعر العربي بحرا بحرا وحدد فيه الزحافات والعلل. وقد اعتمدت منهجيته في كثير من الكتب وخصوصا الكتاب المدرسي الجزائري وذلك دون ذكر المرجع.
- نظريات الشعر : وهو كتاب درس فيه النظريات العروضية القديمة منها والحديثة. وبين أخطاء الكثيرين بالحجة والبرهان.
- نظريتي في تقطيع الشعر : وهو يحتوي على طريقة آلية مبسطة يستطيع بواسطتها المتعلم إبراز وزن البيت مهما تكن الزحافات التي دخلت عليه. وذلك بواسطة عدد محدود جدا من العمليات.
- نظرية الإيقاع : في 2008 وهو أول كتاب يحدد فيه بصفة دقيقة وعلمية مفهوم الإيقاع الذي يستعمله الباحثون والنقاد بطريقة غامضة لا تخلو من الذاتية.
- الهادي إلى أوزان الشعر الشعبي : في 2007 وقد حل فيه قضية شكل الشعر الشعبي الجزائري والمغاربي وحدد أوزانه بدقة وصنفها كما صنف الخليل بحور الشعر الفصيح.
- المعجم الحديث للوزن والإيقاع : وهو معجم عرف فيه من المفاهيم ما لم يعرفه لا القدماء ولا المحدثون.
- نظرية القافية : في 2016 وهو يحتوي على 49 مبحثا كله جديدة ومبتكرة و ميدان العروض.
- اللسانيات العامة وقضايا العربية : اهتم باللسانيات العامة
- الصوتيات والفونولوجيا : وهو الآن مرجع في كثير من البلدان العربية.
- الكتابة والقراءة وقضايا الخط العربي : ودرس فيه قضية غياب الشكل على الحرف العربي مقترحا على المستوى التعليمي والإعلامي وهو مدخل جيد للتشكيل الآلي.
- الشعر الحر أسسه وقواعده .
- أوزان الشَّعر.[2]
- اللسانيات الرياضية والعروض العربي:[3] رسالة دكتوراه الدرجة الثالثة، جامعة باريس 7.
- النموذج الخليلي وسط النظريات : رسالة دكتوراه دولة، جامعة باريس 7 .
- نظرية الوزن.

## من أقواله
- الشعوب التي فتحها المسلمون شقّان، شعوب تعربت وتصرفت في العربية وأصبح لها دارجة وشعوب أسلمت دون أن تتعرّب، على غرار الفرس وباكستان وغيرها من الدول الإسلامية
- يتوجب على الجزائريين ومن يشكك في عربيتهم أن يعرفوا أن الجزائريين رحّبوا باللغة العربية، وتصرّفوا فيها، ما أنتج لغة دارجة

## وصلات خارجية
- باحث اللسانيات مصطفى حركات التشكيك في عربية الجزائريين جهل بتاريخهم
- مقتطفات من كتاب الشعر الحر أسسه وقواعده للكاتب: مصطفى حركات الطبعة الأولى: 1998م
- أوزان الشعر - مصطفي حركات
- كتب للمؤلف
- السيرة الذاتية
- كتب متوفرة للمؤلف في جامعة تلمسان